# Mauputasi County
Mauputasi County är ett county i Amerikanska Samoa (USA).   Det ligger i distriktet Östra distriktet, i den västra delen av landet, 2 km norr om huvudstaden Pago Pago.